# 아랍에미리트의 대외 관계
이 문서는 아랍에미리트의 대외 관계에 대한 문서이다. 아랍에미리트의 대외정책 기조는 비동맹 중립 정책을 통해 외세로부터 정치·경제적 독립을 유지하고, 역내 협력 강화로 우호 관계를 유지하는 것이다. 아랍에미리트는 각국 국내 문제에 불간섭하고 주권 독립 존중, 무력에 의한 점령 반대 기조를 하고 있다. 막대한 석유 수익으로 주변 중동·아랍 국가들에 대한 경제적 지원을 하고 있다.

## 각국과의 관계

### 대한민국
1980년 6월 18일 대한민국과 수교하였으며, 대한민국은 1980년 12월에 대사관을 개설하였고, 2008년 3월에 두바이에 총영사관을 개설하였다. 아랍에미리트는 1987년 3월에 대사관을 개설하였다. 대사관은 아부다비에 있으며, 2009년 12월 27일 대한민국에게 원자력발전소를 발주했다.
인천국제공항에서 하루 1편의 두바이행(KE951) 대한항공과 하루 1편의 두바이행(EK323)에미레이트 항공, 아부다비행(EY876) 에티하드 항공 1편이 아랍에미리트로 취항한다.
그리고 최근 임종석 비서실장과 접촉을 가지며 양국간의 우호적인 관계를 과시하였다.
문재인 대통령은 아부다비와 두바이를 2018년 3월 24일부터 27일까지 국빈 방문하였다.2020년 대대적으로 발발한 코로나 19 사태에서, 대한민국에서 수출한 진단키트를 먼저 받은 국가도 아랍에미리트였다.
2021년 기준 대한민국의 아랍에미리트 교역규모는 수출 40억 달러, 수입 73억 달러이며 대한민국 기업은 170여개사가 진출하였다. 2021년 기준 대한민국 재외동포는 약 9,642명이다.

### 중화인민공화국
아랍에미리트는 하나의 중국 원칙에 의거하여 중화인민공화국과의 외교 관계를 맺고 있으나, 중화민국과의 비공식적인 관계를 계속 유지하고 있다. 중화인민공화국과는 경제적 협력과 교류를 통하여 대단히 밀접한 관계를 맺고 있으며, 정치적, 문화적으로도 많은 교류가 이루어지고 있다.

### 이스라엘
아랍에미리트는 아라비아반도 내에 속한 국가 중에서 유일하게 이스라엘과의 평화 협정이 체결되면서 정식으로 외교 관계를 맺고 있다.

### 카타르
아랍에미리트는 카타르와의 관계를 주변 아랍국과 같이 2017년 6월 당시에 단절하였으나, 이후에 외교 관계가 복귀 되었다고 한다.

### 사우디아라비아
아랍에미리트는 사우디아라비아 주도의 예멘 내정 간섭에 활발히 참여하고 있으며, 예멘 합법 정부와 예멘 남부의 남부과도협의회(Southern Transitional Council)을 둘다 지지한다. 다만 이 사우디아라비아 주도의 동맹군들은 민간인들을 상대로 공습을 한다는 국제적인 비판을 받고 있으며, 2018년에 알나히얀이 프랑스 파리를 방문하였을 때에는 인권운동가들이 그의 동선을 따라 그를 '예멘에서의 전쟁 범죄와 비인간적인 살상을 저지른 자'라고 공개 비난하기도 하였다. 언론들은 아랍에미리트가 예멘의 내정을 진정시키는 것이 아니라, 예멘 내부의 알카에다 세력에게 무기를 팔아넘겨 후티군과 맞서 싸우게 조장하고 있다는 비난이 나왔다. 사우디아라비아와 아랍에미리트는 2015년, 사우디아라비아에서 살만 빈 압둘아지즈 알사우드가 국왕으로 즉위하고 무함마드 빈 살만 알사우드가 2017년에 왕세자로 오른 이후 급격히 가까워졌다. 2017년 6월에는 아랍 국가들과 아프리카 대부분 국가들이 카타르가 테러리즘을 공공연하게 지원하였다는 이유로 카타르와의 국교를 단절하였다. 아랍에미리트는 사우디아라비아가 2018년에 캐나다와 분쟁을 벌일 때에 사우디아라비아의 편을 들기도 하였으며, 사우디아라비아의 언론인 자말 까슈끄지가 정부에 의하여 계획적으로 살해되었을 때에도 사우디아라비아 정부의 편을 들어주었다.

### 미국
아랍에미리트는 미국과 전략적으로 굉장히 깊은 관계를 맺고 있다. 전문가들은 아랍에미리트를 걸프 만 지역에서 미국의 가장 핵심적인 동맹이라 부르기도 하며, 미국은 아랍에미리트에 3개에 달하는 군기지를 두어 운용하고 있다. 아랍에미리트는 중동에서 유일하게 미국으로 자유롭게 여행갈 수 있는 나라이며, 미국은 테러리즘 등을 방지하기 위하여 추가적으로 실시하는 검사도 아랍에미리트의 국민들에 한하여 대체적으로 하지 않는다. 2013년에는 아랍에미리트는 미국 정계에 막대한 로비를 퍼부었으며, 세계에서 미국 정계에 가장 많은 로비를 한 나라이기도 하였다. 한편 이란이 미국과의 적대적인 관계로 인하여 석유 공급의 생명선인 호르무즈 해협을 지속적으로 차단하겠다고 위협하자, 호르무즈 해협을 통하여 원유를 소송하던 아랍에미리트도 이에 위협을 느끼고 혹시모를 상황에 대비하여 푸자이라와 아부다비를 잇는 원유 수송관을 2012년 6월에 새로 개통하였다.

## 그 외의 대외 관계
아랍에미리트는 OPEC과 UN의 핵심 회원국이며, 걸프 협력 회의의 창립 국이기도 하다.

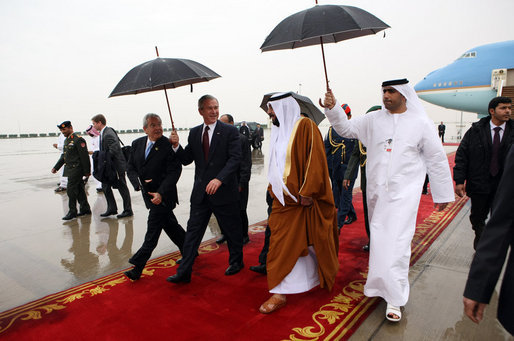
조지 W. 부시 대통령과 할리파 빈 자예드 알나히얀 국왕

아랍에미리트는 특히 이집트와 관계가 가까우며, 아랍 국가들 중 이집트에 가장 막대한 투자를 하는 나라이기도 하다. 또한 파키스탄은 아랍에미리트를 최초로 공인한 나라들 중 하나이며, 현재 아랍에미리트의 가장 중요한 경제적, 외교적 협력국이다. 아랍에미리트에 소재하는 외국인들 중 가장 많은 사람들이 바로 인도인들이며, 이때문에 인도와 문화적으로 친숙하기도 하다. 1971년 영국이 아랍에미리트에서 철수할 적에, 신생 아랍에미리트 정부는 페르시아 만의 3개의 섬들을 두고 이란 정부와 영유권 분쟁을 벌였다. 아랍에미리트 정부는 이 사안을 국제사법재판소에 회부하려 하였으나, 이란 정부가 이를 거부하였고 이 문제는 현재 진행형으로 남아있다. 다만 이같은 분쟁이 양국 간 관계의 심각한 악화로 이어지지는 않았는데, 이란과 아랍에미리트가 워낙 경제적, 문화적으로 교류가 깊기 때문이었다. 아랍에미리트는 역사적으로도 영국, 독일과도 오래된 친선 관계를 이어왔으며, 실제로도 많은 영국인들과 독일인들이 현재 아랍에미리트에 외국인 신분으로 거주하고있다. 토니 블레어 전 영국 총리는 아부다비의 국부 펀드인 무바달라 펀드에 조언자로 고용되어 일하기도 하였다.
아랍에미리트는 탈레반을 공식적인 아프가니스탄 정부로 인정하는 3개국 중 하나였다. 나머지 2개국은 사우디아라비아와 파키스탄이다. 아랍에미리트는 미국의 동의를 얻어 알카에다의 지도자인 오사마 빈 라덴과의 연을 끊는 것, 아프가니스탄의 헌법을 존중하는 것, 무력을 버리고 폭력을 멈추는 것, 이 세가지의 조건을 들어 탈레반의 대사를 국내에 데려오려 시도하기도 하였다. 다만 탈레반은 위와 같은 세개의 조건들을 모두 거절했고, 아랍에미리트는 위의 제안을 완전히 철회하였다. 다만 2001년에 9.11 테러가 뉴욕에서 일어난 직후, 아랍에미리트는 탈레반과의 모든 공식적인 관계를 끊어버렸다.